# Christian August Thomas Bruhn
Christian August Thomas Bruhn (* 16. November 1808 in Wesselburen; † 6. Mai 1875 in Freiburg im Breisgau) war ein deutscher Verwaltungsjurist.

## Leben
Christian August Thomas Bruhn studierte an der Christian-Albrechts-Universität zu Kiel Rechtswissenschaft. Mit Franz Heinrich Frahm, Christian Andreas Julius Reventlow, Otto von Rantzau und Karl Philipp Francke wurde er Mitglied des Corps Holsatia. Er bestand 1831 das juristische Staatsexamen vor dem Obergericht Gottorf, wurde zunächst Untergerichtsadvokat und trat dann in den dänischen Verwaltungsdienst. Er wurde Hardesvogt und Reitvogt der Frös- und Kalslund-Harden im Amt Hadersleben. Während der Schleswig-Holsteinischen Erhebung war er von 1848 bis Anfang 1851 Amtmann für das Amt Hadersleben. Nach der Wiederherstellung der dänischen Herrschaft verlor er sein Amt und war auch von der Amnestie ausgeschlossen, die König Friedrich VII. mit dem Patent für das Herzogthum Schleswig, betreff die Amnestie 1851 verkündete. Bruhn ging nach Lübeck. Hier war er zunächst Advokat, dann ab 1854 Kanzlist am Oberappellationsgericht der vier Freien Städte und darauf Direktor (Secretär) des Lübecker Feuerversicherungsvereins. 
Sein Sohn Christian August Bruhn (1843–1898) folgte ihm als Direktor des Feuerversicherungsvereins, bis er 1893 nach München zog. Dessen Tochter Ina (* 1880) heiratete Konrad von Kardorff und war die Mutter von Ursula von Kardorff. Sein Sohn war der Chemiker und Industriemanager Bruno Bruhn. Friedrich Wilhelm Gustav Bruhn war sein jüngster Sohn.

## Schriften
- Sammlung von Entscheidungen des Oberappellationsgerichts zu Lübeck in Lübecker Rechtssachen. 2 Bände, Lübeck 1858
  - Digitalisat, Band 1
  - Digitalisat, Band 2